# Monospitovo
Monospitovo (en macédonien Моноспитово) est un village du sud-est de la Macédoine du Nord, situé dans la municipalité de Bosilovo. Le village comptait 1803 habitants en 2002.

## Démographie
Lors du recensement de 2002, le village comptait :
- Macédoniens : 1 799
- Serbes : 2
- Turcs : 1
- Autres : 1